# Virrat (cratera)
A cratera Virrat é uma cratera de impacto marciana de aproximadamente 54 km em diâmetro. Ela se localiza no quadrângulo de Thaumasia a 31.1°S, 103°W, a sudoeste da cratera Dinorwic e a nordeste de Claritas Fossae. A norte se encontram as crateras de Koga e Nhill. Ela recebeu este nome em referência à cidade de Virrat, na Finlândia.  Seu nome foi aprovado pela União Astronômica Internacional em 1991. De acordo com um mapa da idade geológica da superfície de Marte baseado em dados do Serviço Geológico dos Estados Unidos, a área ao redor de Virrat data do período Noachiano, o que situa a idade geológica da área entre 3.8 e 3.5 bilhões de anos. Na borda da cratera, a altitude é de aproximadamente 6400 m acima da altitude zero, e em seu leito a altitude é de 5100 m, o que resulta em uma profundidade de 1.3 km.